# Corbeau familier
Corvus splendens
Ne doit pas être confondu avec la Corneille mantelée.
Espèce
Statut de conservation UICN

 LC  : Préoccupation mineure
Répartition géographique

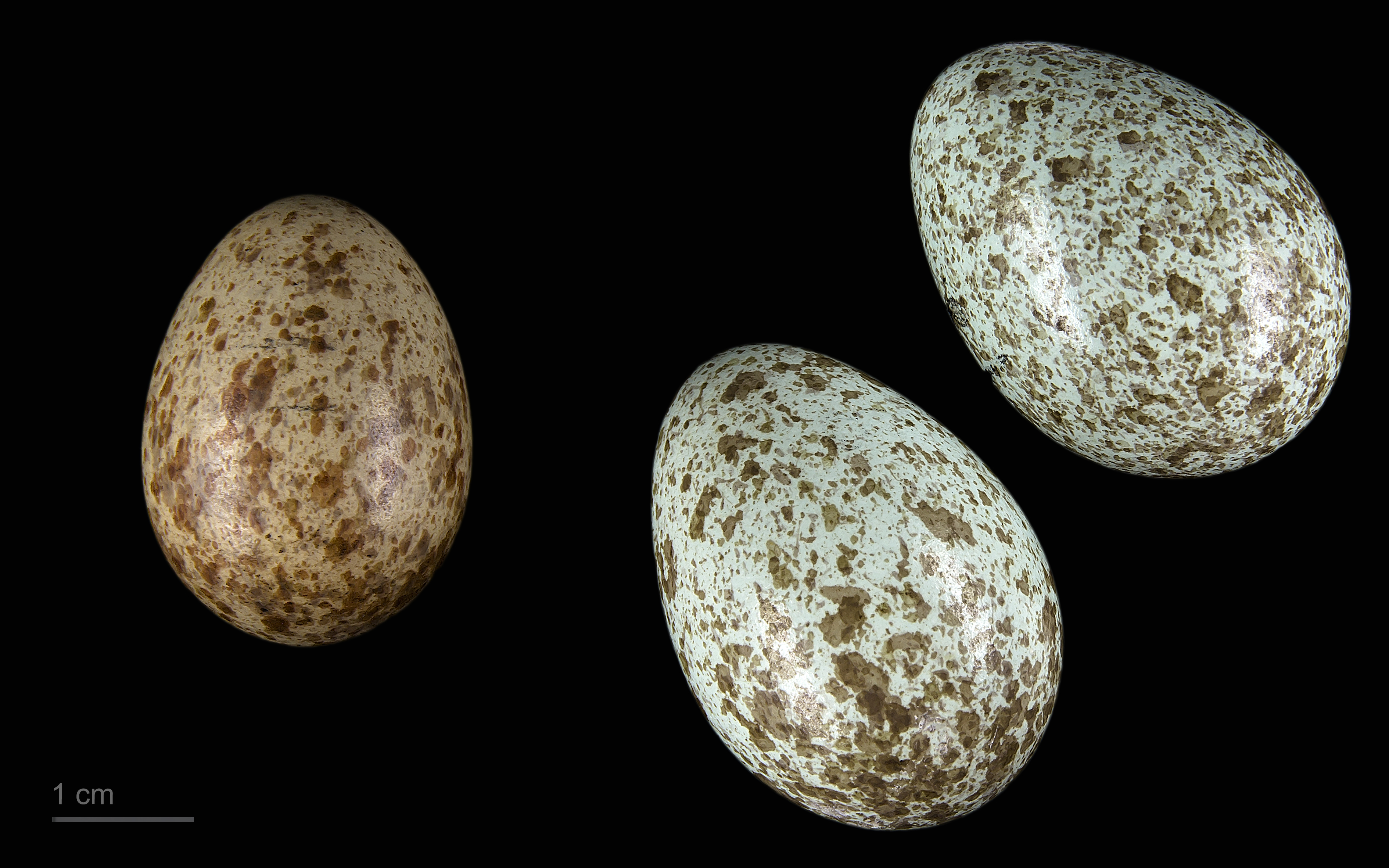
Œuf de Eudynamys scolopaceus dans une couvée de Corvus splendens - Muséum de Toulouse

Le Corbeau familier ou Corneille de l'Inde (Corvus splendens) est une espèce de passereau de la famille des corvidés.
C'est l'un des oiseaux indiens les plus répandus dans les villes et les villages. Sa dépendance vis-à-vis de l'homme dépasse celle du Moineau domestique (Passer domesticus).

## Description
Ce corbeau a une taille d'environ 43 cm et son envergure varie entre 75 et 85 cm. Son poids varie entre 250  et   370 g. La nuque, le cou et la poitrine sont gris clair. La gorge, la zone oculaire, le front, le dos, les ailes et la queue sont noirs.
C'est un des rares oiseaux, avec la Pie bavarde, à réussir le test du miroir, où il semble reconnaitre son image et non un intrus.

## Répartition et sous-espèces
Selon la classification de référence du Congrès ornithologique international (15.1, 2025) il se répartit en cinq sous-espèces :
- C. s. zugmayeri Laubmann, 1913 — du sud de l'Iran au nord-ouest de l'Inde ;
- C. s. splendens Vieillot, 1817 — Inde, Sikkim, Bhoutan et Bangladesh ;
- C. s. protegatus Madarász, 1904 — Sri Lanka ;
- C. s. maledivcus (Reichenow, 1904) — îles Laquedives et Maldives ;
- C. s. insolens Hume, 1874) — Birmanie, sud de la Chine et sud-ouest de la Thaïlande.

Il a été introduit aux Pays-Bas, en Floride et à travers diverses zones côtières de l'océan Indien.
Il fréquente les jardins ruraux.

## Statut

### Espèce invasive
Depuis 2016, le corbeau familier est inscrit dans la liste des espèces exotiques envahissantes préoccupantes pour l’Union européenne.
Cela signifie que cette espèce ne peut pas être importée, élevée, transportée, commercialisée, ou libérée intentionnellement dans la nature, et ce nulle part dans l’Union européenne. Cette espèce ne peut plus être détenue sauf dans le cas des animaux de compagnie acquis jusqu’à 1 an après leur ajout sur la liste européenne.
Par ailleurs, les Etats membres ont l’obligation de surveiller et éradiquer les populations de corbeau familier présentes dans la nature, ou si c’est irréalisable de mettre en place des mesures de gestion efficaces pour limiter leur dispersion et réduire au minimum leurs effets néfastes.
Cette espèce est considérée comme invasive en Afrique également et fait l'objet de nombreuses mesures de contrôle.